# Tad Czapski
Tad Czapski (ur. w 1957) – brytyjski inżynier Formuły 1 polskiego pochodzenia, zajmujący się elektroniką, pracujący między innymi dla Benettona, Ferrari i Renault.

## Życiorys
Od dzieciństwa pasją Czapskiego była elektronika. Po ukończeniu szkoły został studentem Wydziału Elektroniki Bangor University, gdzie uzyskał tytuł licencjata. Następnie postanowił prowadzić badania nad stosunkowo nowym systemem przetwarzania sygnału cyfrowego, przez co otrzymał wiele nagród i stopień magistra. W połowie lat 80. pracował w Birmingham dla firmy motoryzacyjnej Lucas Industries głównie nad udoskonalaniem wtrysku paliwa. Po kilku latach Czapski stworzył firmę zajmującą się doradztwem projektowym w sprawie elektroniki i przez następne osiem lat specjalizował się w elektronicznych układach sterowania w przemyśle lotniczym.
W czerwcu 1991 roku Tom Walkinshaw został głównym inżynierem zespołu Formuły 1, Benetton. Szybko rozpoczął poszukiwania nowego pokolenia inżynierów w celu sprostania nowym wyzwaniom narzuconym przez Benettona w Formule 1. Jesienią 1992 roku do Benettona dołączył Czapski, który podjął pracę w zaawansowanych systemach elektronicznych takich jak aktywne zawieszenie, automatyczne skrzynie biegów, ABS czy kontrola trakcji. Czapski był odpowiedzialny za systemy kontroli w układzie przeniesienia napędu Benettona B193. Jednakże w październiku 1993 roku FIA ustanowiła zakaz używania jakichkolwiek elektronicznych pomocy.
Sezon 1994 rozpoczął się od wielu podejrzeń, że mimo zakazu niektóre zespoły stosują elektroniczne systemy. Spór osiągnął szczyt w sierpniu, kiedy to FIA ogłosiła, że z analizy oprogramowania Benettona B194 Michaela Schumachera z Grand Prix San Marino 1994 wynika, że zawierało ono system launch control, wykorzystujący maksymalne możliwości układu napędowego i pozwalający na w pełni zautomatyzowany start. System ten mógł być aktywowany za pomocą laptopa poprzez wybranie trzynastej opcji (z 10 widocznych na ekranie). Jednakże z powodu braku dowodów na stosowanie tego systemu FIA nie ukarała Benettona z wyjątkiem 100 000 dolarów z powodu znacznych opóźnień w dostarczeniu systemów zarządzających silnikiem.
W 1996 roku Czapski przeszedł wraz z Schumacherem do Ferrari, ale po zdobyciu tytułu przez Schumachera w 2000 roku Czapski wrócił do Wielkiej Brytanii, gdzie ponownie podjął pracę w Benettonie. W 2002 roku został szefem ds. badań naukowych i rozwoju w Renault Sport. W 2009 roku został pracownikiem Mercedes GP.
Miesięcznik F1 Racing określił Czapskiego jako "polskiego czarodzieja elektroniki". Tygodnik Auto Świat zasugerował natomiast, że sukcesy Schumachera czy Renault w znacznej mierze zależały od Czapskiego.